# Jalta

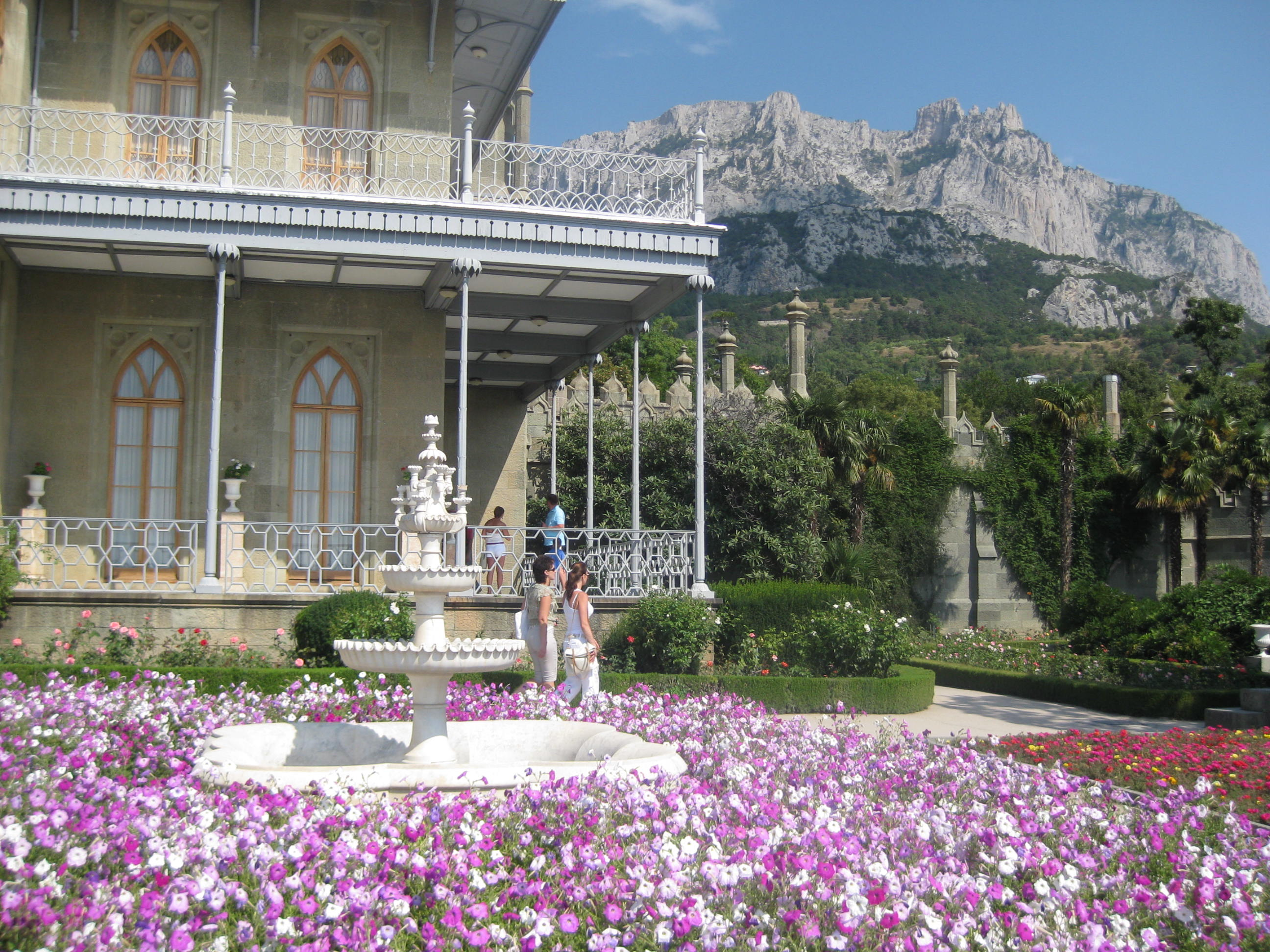
Het Alupkapaleis met op de achtergrond de berg Aj-Petri

Jalta (Oekraïens en Russisch: Я́лта; Krimtataars: Yalta; Armeens: Յալտա) is een Oekraïense stad op de Krim, een gebied dat de facto onder bestuur staat van Rusland. De stad is vooral bekend door de Conferentie van Jalta, die hier in februari 1945 plaatsvond, maar het is ook een geliefd kuuroord. De gemeente Jalta is gelijk aan het stadsrayon Jalta. Jalta heeft 77.003 inwoners (2015), fors lager dan de 144.434 inwoners in 2001.

## Geschiedenis
In 1860 streek de tsarenfamilie in Livadia neer, maar veel eerder – in de 7e eeuw voor Christus – waren hier Griekse nederzettingen. Daarna kwamen de Romeinen die hier het christendom brachten. Nu nog wonen hier Krim-Tataren, nazaten van de Turkse volkeren die zich hier in de middeleeuwen hadden gevestigd. De Venetianen en Genuezen bouwden langs de kust een aantal handelsposten, versterkt door vestingwerken.

### Conferentie
Aan het eind van de Tweede Wereldoorlog namen de leiders van de Grote Drie geallieerde mogendheden deel aan de conferentie van Jalta: de Verenigde Staten, het Verenigd Koninkrijk en de Sovjet-Unie. De ontmoeting vond plaats in het Livadiapaleis dat de zomerresidentie van de Russische tsarenfamilie was geweest vanaf 1861.

### Annexatie door Rusland
In 2014 werd de Krim geannexeerd door Rusland, waarmee de Oekraïense stad de facto onder Russisch bestuur kwam te staan.

## Toerisme
Jalta was en is een geliefd kuuroord. Het ligt in de luwte van het Krimgebergte en heeft daardoor een aangenaam klimaat met 2250 zonuren per jaar, een gemiddelde julitemperatuur van 24 graden, een verkoelende zeewind en 's winters weinig sneeuw. Beroemdheden als Tsjechov, Tolstoj, Tsjaikovski en Rachmaninov woonden en werkten in Jalta.
Bezienswaardig is verder het Zwaluwnest, dat de Baltenduitse oliemagnaat baron Steingel hier in 1912 bouwde. Van hier 15 kilometer verderop naar de kust bevindt zich het exotische paleisparkcomplex dat de Engelse architect Edward Blore ontwierp voor de rijke gouverneur Michail Vorontsov, het Aloepka-paleis. Het is een bizarre combinatie van een Schots kasteel aan de landzijde met een Arabische fantasie naar de zeezijde. De bouw duurde 23 jaren, van 1828 tot 1851. Zes leeuwenfiguren flankeren de trap naar de hoofdingang. De tuinen zijn ontworpen door de Duitse tuinarchitect K.Kebach.
Het Tsjechovmuseum in Jalta is bezienswaardig als laatste verblijf van de grote schrijver. Rachmaninov speelde op de hier aanwezige piano. Hij was bevriend met Tolstoj en de beroemde bas-zanger Sjaljapin nodigde hem vaak uit voor een wandeling. De Botanische Tuin Nikitski (een plantenmuseum) bevat bijna 30 000 soorten. Verder is er nog een expositiehal waar alleen Russische artiesten tentoonstellen.

## Stedenbanden
- Rodos (Griekenland)

## Geboren in Jalta
- Alla Nazimova (1879-1945), Oekraïens-Amerikaanse actrice, scriptschrijver en producente
- Val Lewton (1904-1951), filmproducent
- Elena Kolpachikova (1971), actrice
- Joelija Vakoelenko (1983), proftennisster